# Wappen der Kapetinger
In diesem Artikel werden die Wappen der Kapetinger (die königlichen Familien Kapetinger im engeren Sinne, Valois und Bourbonen sowie deren Nebenlinien) in Bild und Text beschrieben.

## Der Thron
| Wappen | Name des Fürsten und Blasonierung |
|        | Könige von Frankreich vor 1376: d’azur semé de fleurs de lys d’or nach 1376: d’azur aux trois fleurs de lys d’or                                                                     |
|        | Die Kronprinzen: Die Dauphins, ab 1349 écartelé en 1 et 4 d’azur aux trois fleurs de lys d’or et au 2 et 3 d’or au dauphin d’azur, crêté, barbé, loré, peautré et oreillé de gueules |

## Die jüngeren Söhne der Kapetinger im engeren Sinne (Capétiens directs)
| Wappen | Name des Fürsten und Blasonierung |
|        | Ludwig (1081; † 1137), Graf von Vexin, späterer König Ludwig VI. d’azur semé de fleurs de lys d’or au lambel d’hermine brochant en chef sur le tout Es ist wahrscheinlich, dass dieses Wappen erst nachträglich angefertigt wurde, da: 1. die ersten Wappen um 1130 auftraten und Ludwig bereits 1108 König wurde 2. der Urenkel Ludwigs VI., Philipp Hurepel, anscheinend der erste war, der das Lilienwappen ergänzte |
|        | Philipp Hurepel (* 1200; † 1234), Graf von Clermont-en-Beauvaisis, Boulogne und Dammartin, Sohn des Königs Philipp II. August d’azur semé de fleurs de lys d’or au lambel à cinq pendant de gueules |
|        | Robert I. (* 1216; † 1250), Graf von Artois, Sohn des Königs Ludwig VIII. der Löwe und der Blanka von Kastilien d’azur semé de fleurs de lys d’or au lambel à trois pendant de gueules, chaque pendant chargé de trois châteaux d’or, portées ensuite par ses descendants en lignées masculine (Haus Frankreich-Artois)                                                                                                 |
|        | Alfons von Poitiers (* 1220; † 1271), Graf von Poitiers und Toulouse, Sohn des Königs Ludwig VIII. der Löwe und der Blanka von Kastilien parti d’azur semé de fleurs de lys d’or et de gueules semés de château d’or |
|        | Karl I. (* 1227; † 1285), Graf von Anjou, König von Sizilien und Graf von Provence, Sohn des Königs Ludwig VIII. der Löwe und der Blanka von Kastilien vor 1246: d’azur semé de fleurs de lys d’or à la bordure de gueules, chargé de onze châteaux d’or nach 1246: d’azur semé de fleurs de lys d’or au lambel de gueules Stammvater des Hauses Anjou                                                                  |
|        | Robert (* 1256; † 1317), Graf von Clermont-en-Beauvaisis und Herr von Bourbon, Sohn des Königs Ludwig IX. d’azur semé de fleurs de lys d’or à la bande de gueules Stammvater des Hauses Bourbon |
|        | Johann Tristan (* 1250; † 1270), Graf von Valois, Sohn des Königs Ludwig IX. d’azur semé de fleurs de lys d’or à la bande de gueules, übernommen von: - Peter I. (* 1251; † 1283), Graf von Alençon, sein Bruder - Karl (1270; † 1325), Graf von Valois, Anjou und Maine, Sohn des Königs Philippe III., Stammvater des Hauses Valois                                                                                   |
|        | Peter I. (* 1251; † 1283), Graf von Alençon, Sohn des Königs Ludwig IX. vor 1270: d’azur semé de fleurs de lys d’or à la bande de gueules chargée de besans d’argent nach 1270: d’azur semé de fleurs de lys d’or à la bande de gueules |
|        | Ludwig (* 1276; † 1319), Graf von Évreux, Sohn des Königs Philipp III. d’azur semé de fleurs de lys d’or à la bande componée d’argent et de gueules Stammvater des Hauses Frankreich-Évreux |
|        | Könige von Frankreich und Navarra: Ludwig X., Philipp V., Karl IV. Königin von Navarra: Johanna II. mi-parti en 1 d’azur semé de fleurs de lys d’or et en 2 de gueules aux chaînes d’or posées en orle, en croix et en sautoir, chargées en cœur d’une émeraude au naturel |

## Das Haus Valois
| Wappen | Name des Fürsten und Blasonierung |
|        | Karl (* 1270; † 1325), Graf von Valois, Anjou und Maine, Stammvater der Valois, Sohn des Königs Philipp III. d’azur semé de fleurs de lys d’or à la bande de gueules |
|        | Karl II. (* 1297; † 1346), Graf von Alençon, Sohn Karls von Valois d’azur semé de fleurs de lys d’or à la bande de gueules chargée de besans d’argent, auch das Wappen seiner Nachkommen, der Grafen von Alençon |
|        | Philipp (* 1336; † 1375), Herzog von Orléans, Sohn des Königs Philipp VI. d’azur semé de fleurs de lys d’or au lambel componé d’argent et de gueules |
|        | Ludwig I. (* 1339; † 1384), Herzog von Anjou, Sohn des Königs Johann II. Er nahm das Wappen Karls von Valois an und ist der Stammvater des Hauses Anjou-Valois. |
|        | Johann (* 1340; † 1416), Herzog von Berry, Sohn des Königs Johann II. d’azur aux trois fleurs de lys d’or à la bordure engrelée de gueules |
|        | Philipp der Kühne (* 1342; † 1404), Herzog von Touraine und Herzog von Burgund, Sohn des Königs Johann II. Stammvater des Hauses Burgund |
|        | Ludwig (* 1372; † 1407), Herzog von Orléans, Sohn des Königs Karl VI. d’azur aux trois fleurs de lys d’or au lambel d’argent, übernommen von: - Karl (* 1394; † 1465), Herzog von Orléans, Sohn des Herzogs Ludwig - Ludwig II. (* 1462; † 1515), Herzog von Orléans, 1498 als Ludwig XII. König von Frankreich, Sohn des Herzogs Karl |
|        | Johann von Orléans (* 1399; † 1467), Graf von Angoulême, Sohn des Herzogs Ludwig von Orléans d’azur aux trois fleurs de lys d’or au lambel d’argent à trois pendants, chaque pendant chargé d’une lune de gueules, übernommen von: - Karl (* 1459; † 1496), Graf von Angoulême, Sohn des Grafen Johann - Franz (* 1494; † 1547), Graf von Angoulême, später als Franz I. König von Frankreich, Sohn des Grafen Karl                                                                           |
|        | Johann von Orléans (* 1402; † 1468), Graf von Dunois, unehelicher Sohn des Herzogs Ludwig von Orléans, und seine Nachkommen, die Grafen und Herzöge von Longueville (Haus Orléans-Longueville) d’azur aux trois fleurs de lys d’or brisé en chef d’un lambel d’argent et d’une barre d’argent brochant sur le tout. d’azur au trois fleurs de lys d’or brisé d’un lambel à trois pendants d’argent et en cœur d’un bâton de même raccourci et péri en barre.                                  |
|        | Franz III. (1518; † 1536), Dauphin, Herzog von Bretagne, Sohn des Königs Franz I. écartelé au 1 et 4,écartelé en 1 et 4 d’azur aux trois fleurs de lys d’or et au 2 et 3 d’or au dauphin d’azur, crêté, barbé, loré, peautré et oreillé de gueules; au 2 et 3, écartelé au 1 et 4 d’azur aux trois fleurs de lys d’or et au 2 et 3 d’hermine, übernommen von: - Heinrich (* 1519; † 1559), sein Bruder, Dauphin und Herzog von Bretagne ab 1536, später als Heinrich II. König von Frankreich |
|        | Franz (* 1544; † 1560), Dauphin, König von Schottland, später als Franz II. König von Frankreich, Sohn Heinrichs II. écartelé au 1 et 4, écartelé en 1 et 4 d’azur aux trois fleurs de lys d’or et au 2 et 3 d’or au dauphin d’azur, crêté, barbé, loré, peautré et oreillé de gueules; au 2 et 3, d’or, au lion de gueules, au double trescheur fleur-de-lysé et contre-fleur-de-lysé du même                                                                                                |

### Das Haus Anjou-Valois
| Wappen | Name des Fürsten und Blasonierung |
|        | Ludwig I. (* 1339; † 1384), Herzog von Anjou und Graf von Provence vor 1382: d’azur semé de lys d’or, à la bordure de gueules nach 1382: parti d’argent à la croix potencée d’or, cantonnée de quatre croisettes du même et de parti d’azur semé de lys d’or et au lambel de gueules et d’azur semé de lys d’or et à la bourdure de gueules, übernommen von: - Ludwig II. (* 1377; † 1417), Herzog von Anjou und Graf von Provence, Sohn Ludwigs I. - Ludwig III. (* 1403; † 1434), Herzog von Anjou und Graf von Provence, Sohn Ludwigs II. |
|        | René I. (* 1409; † 1480), Herzog von Lothringen, Bar und Anjou, König von Neapel und Graf von Provence, Sohn Ludwigs II. von Anjou 1420: écartelé en 1 et 4 d’azur semé de fleurs de lys d’or et à la bordure de gueules, en 2 et 3 d’azur semé de croisettes d’or et aux deux bar d’or. Sur le tout d’or à la bande de gueules chargé de trois alérions d’argent 1435: coupé et tiercé en pal, en 1 fascé de gueules et d’argent, en 2 d’azur semé de lys d’or et au lambel de gueules, en 3 d’argent à la croix potencée d’or, cantonnée de quatre croisettes du même, en 4 d’azur semé de lys d’or et à la bourdure de gueules, en 5 d’azur semé de croisettes d’or et aux deux bar d’or et en 6 d’or à la bande de gueules chargé de trois alérions d’argent 1443: coupé et tiercé en pal, en 1 fascé de gueules et d’argent, en 2 d’azur semé de lys d’or et au lambel de gueules, en 3 d’argent à la croix potencée d’or, cantonnée de quatre croisettes du même, en 4 d’azur semé de lys d’or et à la bourdure de gueules, en 5 d’azur semé de croisettes d’or et aux deux bar d’or et en 6 d’or à la bande de gueules chargé de trois alérions d’argent. Sur le tout d’or aux quatre pals de gueules, übernommen von: - Johann II. (* 1425; † 1470), Herzog von Lothringen und Kalabrien, Sohn Renés I. - Nikolaus I. (* 1448; † 1473), Herzog von Lothringen, Sohn Johanns II. 1453: coupé le chef tiercé en pal, en 1 fascé de gueules et d’argent, en 2 d’azur semé de lys d’or et au lambel de gueules, en 3 d’argent à la croix potencée d’or, cantonnée de quatre croisettes du même et la pointe parti d’azur semé de lys d’or et à la bourdure de gueules, et d’azur semé de croisettes d’or et aux deux bar d’or. Sur le tout d’or aux quatre pals de gueules 1470: écartelé en sautoir, en 1 d’azur semé de lys d’or et au lambel de gueules, en 2, fascé de gueules et d’argent, en 3 d’argent à la croix potencée d’or, cantonnée de quatre croisettes du même, en 4 d’azur semé de croisettes d’or et aux deux bar d’or. Sur le tout d’azur aux trois fleurs de lys d’or et à la bourdure de gueules |
|        | Karl I. (* 1414; † 1472), Sohn Ludwigs II., Herzog von Anjou, d’azur semé de lys d’or et à la bourdure de gueules, chargée au franc-quartier d’un lion d’argent |
|        | Karl II. (* 1436; † 1481), Herzog von Anjou, Graf von Maine und Provence, Sohn Karls I. en 1 et 4 d’azur semé de lys d’or et à la bourdure de gueules, en 2 et 3 tiercé en pal en 1 fascé de gueules et d’argent, en 2 d’azur semé de lys d’or et au lambel de gueules, en 3 d’argent à la croix potencée d’or; sur le tout d’or aux quatre pals de gueules |

### Das jüngere Haus Burgund
| Wappen | Name des Fürsten und Blasonierung |
|        | Philipp der Kühne (* 1342; † 1404), Graf von Touraine, dann Herzog von Burgund (1364), Sohn des Königs Johann II. vor 1364: d’azur semé de fleurs de lys d’or à la bordure componée d’argent et de gueules nach 1364: écartelé en 1 et 4 d’azur semé de fleurs de lys d’or à la bordure componée d’argent et de gueules et en 2 et 3 bandé d’or et d’azur de six pièces, à la bordure de gueules |
|        | Johann Ohnefurcht (* 1371; † 1419), Herzog von Burgund, Graf von Nevers, Flandern etc., Sohnes Philipps des Kühnen écartelé en 1 et 4 d’azur semé de fleurs de lys d’or à la bordure componée d’argent et de gueules et en 2 et 3 bandé d’or et d’azur de six pièces, à la bordure de gueules, sur le tout d’or au lion de sable armé, couronné et lampassé de gueules |
|        | Philipp der Gute (* 1396; † 1467), Großherzog des Westens, Herzog von Burgund und Brabant, Graf von Flandern, Hennegau und Holland etc. Sohn Johanns Ohnfurcht écartelé en 1 et 4 d’azur semé de fleurs de lys d’or à la bordure componée d’argent et de gueules et en 2 parti de bandé d’or et d’azur de six pièces, à la bordure de gueules et de de sable au lion d’or, armé et lampassé de gueules et en 3 parti de bandé d’or et d’azur de six pièces, à la bordure de gueules et d’argent au lion de gueules armé, couronné et lampassé d’or. Sur le tout d’or au lion de sable armé, couronné et lampassé de gueules, übernommen von seinem Sohn: - Karl der Kühne (* 1433; † 1477), Großherzog des Westens, ... |
|        | Anton von Burgund (* 1384; † 1415), Herzog von Brabant, Sohn Philipps des Kühnen écartelé en 1 et 4 d’azur aux trois fleurs de lys d’or et à la bordure componée d’argent et de gueules, en 2 de sable au lion d’or, armé et lampassé de gueules et au 3 d’argent au lion de gueules armé, couronné et lampassé d’or, übernommen von: - Johann IV. (* 1403; † 1427) Herzog von Brabant, sein ältester Sohn - Philipp (* 1404; † 1430) Herzog von Brabant, sein jüngerer Sohn |
|        | Philipp von Burgund (* 1389; † 1415), Graf von Nevers und Rethel, Sohn Philipps des Kühnen écartelé en 1 et 4 d’azur aux trois fleurs de lys d’or et à la bordure componée d’argent et de gueules, en 2 et 3 d’or au lion de sable armé, couronné et lampassé de gueules, übernommen von: - Karl von Burgund (* 1414; † 1464), Graf von Nevers und Rethel, seinem ältesten Sohn. |
|        | Johann von Burgund (* 1415; † 1491), Graf von Étampes, Nevers, Rethel und Eu, jüngerer Sohn Philipps von Burgund écartelé en 1 d’azur aux trois fleurs de lys d’or et à la bordure componée d’argent et de gueules, en 2 de gueules à trois rateaux d’or, en 3 d’azur semé de lys d’or au lambel de gueules chargés de trois châteaux d’or et en 4 de sable au lion d’or, armé et lampassé de gueules et au 3 d’argent au lion de gueules armé, couronné et lampassé de gueules |

## Das Haus Frankreich-Évreux
| Wappen | Name des Fürsten und Blasonierung |
|        | Ludwig (* 1276; † 1319), Graf von Évreux, Sohn des Königs Philipp III. d’azur semé de fleurs de lys d’or à la bande componée d’argent et de gueules |
|        | Philipp III. (* 1301; † 1343), Graf von Évreux und König von Navarra, Sohn Ludwigs von Évreux écartelé en 1 et 4 d’azur semé de fleurs de lys d’or à la bande componée d’argent et de gueules, en 2 et 3 de gueules aux chaînes d’or posées en orle, en croix et en sautoir, chargées en cœur d’une émeraude au naturel |
|        | Karl II. (* 1332; † 1387), Graf von Évreux und König von Navarra, Sohn Philipps III. von Évreux écartelé en 1 et 4 de gueules aux chaînes d’or posées en orle, en croix et en sautoir, chargées en cœur d’une émeraude au naturel, en 2 et 3 d’azur semé de fleurs de lys d’or à la bande componée d’argent et de gueules, übernommen von seinem Sohn: - Karl III. (* 1361; † 1425), Graf von Évreux und König von Navarra. |
|        | Karl (* 1305; † 1336), Graf von Étampes, Sohn Ludwigs von Évreux d’azur semé de fleurs de lys d’or à la bande componée d’hermine et de gueules, übernommen von: - Ludwig († 1400), Graf von Étampes, dessen Sohn |

## Das Haus Bourbon

### Ältere Linie
| Wappen | Name des Fürsten und Blasonierung |
|        | Robert (* 1256; † 1317), Graf von Clermont-en-Beauvaisis und Herr von Bourbon, Sohn des Königs Ludwig IX., Stammvater des Hauses Bourbon d’azur semé de fleurs de lys d’or à la bande de gueules, übernommen von den Herzögen von Bourbon bis um 1420: - Ludwig I. (* 1279; † 1341) - Peter I. (* 1311; † 1356) - Ludwig II. (* 1337; † 1410) - Johann I. (* 1381; † 1434) |
|        | Johann I. (* 1381; † 1434), Herzog von Bourbon d’azur à trois fleurs de lys d’or à la bande de gueules, übernommen von den Herzögen von Bourbon bis 1589 |
|        | Ludwig von Beaujeu (* 1398; † 1404) d’azur à trois fleurs de lys d’or à la bande de gueules chargée de trois dauphins d’or |
|        | Peter (* 1438; † 1503), Graf von Beaujeu (Herrschaft Beaujeu), Sohn Karls I. von Bourbon d’azur à trois fleurs de lys d’or à la bande de gueules chargée au franc quartier d’or au lion de sable eu au lambel de gueules |
|        | Ludwig I. († 1486), Graf von Montpensier, Dauphin von Auvergne, Sohn des Herzogs Johann I. von Bourbon vor 1428: d’azur à trois fleurs de lys d’or à la bande engrelée de gueules nach 1428: d’azur à trois fleurs de lys d’or à la bande de gueules chargée au franc quartier d’or au dauphin de gueules                                                                  |
|        | Gilbert (* 1443; † 1496), Graf von Montpensier, Dauphin von Auvergne, Sohn Ludwigs I. écartelé en 1 et 4 d’azur à trois fleurs de lys d’or et à la bande de gueules et en 2 et 3 d’or au dauphin de gueules |

### Jüngere Linie in La Marche und Vendôme
| Wappen | Name des Fürsten und Blasonierung |
|        | Jacques I. (* 1319; † 1362), Graf von La Marche, Sohn Louis’ I. de Bourbon d’azur à trois fleurs de lys d’or à la bande de gueules chargée de trois lions léopardés d’argent, übernommen von seinem Sohn Jean I. (* 1344; † 1393), Graf von La Marche |
|        | Jacques II. (* 1370; † 1438), Graf von La Marche, Sohn Jeans I. écartelé en 1 et 4 tiercé en pal en 1 fascé d’argent et de gueules de huit pièces, en 2 d’argent à la croix potencé d’or et en 3 d’azur semé de fleurs de lys d’or et au lambel de gueules, et en 2 et 3 d’azur à trois fleurs de lys d’or à la bande de gueules. |
|        | Louis I. (* 1376; † 1446), Graf von Vendôme Sohn Jean I. de Bourbon, comte de La Marche écartelé en 1 et 4 d’azur à trois fleurs de lys d’or à la bande de gueules, en 2 et 3 d’argent au chef de gueules, au lion d’azur, armé, lampassé et couronné d’or, brochant sur le tout et à la bande de gueules chargée de trois lions d’argent brochant sur le tout. |
|        | Jean VIII. (1428; † 1478), Graf von Vendôme, Sohn Louis’ I. d’azur au trois fleurs de lys d’or et à la bande de gueules chargée de trois lions rampants d’argent, übernommen von Grafen von Vendôme bis 1527, das Jahr, in dem sie das Herzogtum Bourbon erbten. |
|        | Antoine de Bourbon (* 1518; † 1562), König von Navarra, Herzog von Bourbon und Vendôme écartelé, en 1 et 4 de gueules aux chaînes d’or posées en orle, en croix et en sautoir, chargées en cœur d’une émeraude au nature, en 2 d’azur aux trois fleurs de lys d’or à la bande de gueules, en 3 d’or aux deux vaches de gueules, accornées, colletées et clarinées d’azur, passant l’une sur l'autre. Dieses Wappen trug auch sein Sohn Heinrich von Navarra, bevor er als Heinrich IV. König von Frankreich wurde.     |
|        | Louis (* 1473; † 1520), Fürst von La Roche-sur-Yon, Sohn Jeans VIII. de Bourbon, comte de Vendôme d’azur aux trois fleurs de lys d’or et au baton de gueules chargé d’une lune d’argent au franc-quartier, übernommen von den Herzögen von Montpensier |
|        | Charles (* 1515; † 1565), Fürst von La Roche-sur-Yon, Sohn Louis’ écartelén en 1 et 4 d’azur aux trois fleurs de lys d’or et au baton de gueules péri en bande chargé d’une lune d’argent au franc-quartier et en 2 et 3 d’azur aux trois fleurs de lys d’or et au baton de gueules péri en bande |
|        | François I. (* 1491; † 1545), Graf von Saint-Pol, Herzog von Estouteville, Sohn des François de Bourbon und der Maria von Luxemburg écartelé en 1 et 4 d’azur à trois fleurs de lys d’or à la bande de gueules, en 2 et 3 d’argent au lion de gueules, la queue fourchée passée en sautoir, armé, lampassé et couronné d’or |
|        | François II. (* 1536; † 1546), Herzog von Estouteville, Sohn von François I. und Adrienne d’Estouteville écartelé en 1 et 4 d’azur à trois fleurs de lys d’or à la bande de gueules, en 2 et 3 burelé d’argent et de gueules au lion de sable, armé, lampassé et couronné d’or |
|        | François (* 1519; † 1546), Graf von Enghien, Sohn Charles’ IV. de Bourbon und der Françoise von Alençon écartelé en 1 et 4 d’azur au trois fleurs de lys d’or et à la bande de gueules, en 2 et 3 d’azur aux trois fleurs de lys d’or à la bourdure de gueules chargée de huits besans d’argent, übernommen von: - Jean de Bourbon (* 1528; † 1557), Graf von Soissons und Enghien, dessen Bruder - François de Bourbon, prince de Conti (* 1558; † 1614), François’ Neffe, Sohn Louis’ I. de Bourbon, prince de Condé |

### Bourbonen
| Wappen | Name des Fürsten und Blasonierung |
|        | Heinrich IV. (* 1553; † 1610), König von Frankreich und Navarra parti d’azur aux trois fleurs de lys d’or et de gueules aux chaînes d’or posées en orle, en croix et en sautoir, chargées en cœur d’une émeraude au naturel, von den französischen Königen übernommen bis 1830. |
|        | Gaston (* 1608; † 1660), Herzog von Orléans, Sohn Heinrichs IV. Philipp (* 1640; † 1701), Herzog von Orléans, Sohn Ludwigs XIII. d’azur aux trois fleurs de lys d’or au lambel d’argent, übernommen von den Herzögen von Orléans. |
|        | Philipp (* 1683; † 1746), Herzog von Anjou, dann als Philipp V. König von Spanien, Sohn des Grand Dauphin Ludwig, Enkel Ludwigs XIV. vor 1700: d’azur au trois fleurs de lys d’or à la bordure de gueules nach 1700: écartelé en 1 de gueules au château d’or ouvert et ajouré d’azur, en 2 d’argent au lion de gueules armé, lampassé et couronné d’or, en 3 d’or à quatre pals de gueules et en 4 de gueules aux chaînes d’or posées en orle, en croix et en sautoir, chargées en cœur d’une émeraude au naturel, accompagné en pointe d’argent à une pomme grenade de gueules, tigée et feuilleté de sinople; sur le tout d’azur aux trois fleurs de lys d’or et à la bordure de gueules |
|        | Karl (* 1686; † 1714), Herzog von Berry, Sohn des Grand dauphin, Ludwig, Enkel Ludwigs XIV. d’azur aux trois fleurs de lys d’or à la bordure engrelée de gueules. |
|        | Karl Ferdinand (* 1778; † 1820), Herzog von Berry, Sohn des Königs Karl X. d’azur au trois fleurs de lys d’or et la bordure crénelée de gueules |
|        | César (* 1594; † 1665), unehelicher Sohn Heinrichs IV. d’azur au trois fleurs de lys d’or et au baton péri de gueules, übernommen von: - seinen Nachkommen, den Herzögen von Vendôme - den unehelichen Söhnen Ludwigs XIV.: - Louis Auguste I. de Bourbon, duc du Maine (* 1670; † 1736) - Louis-Alexandre de Bourbon, comte de Toulouse (* 1678; † 1737) - Louis Jean Marie de Bourbon, duc de Penthièvre (* 1725; † 1793), Sohn des Grafen von Toulouse |

### Condé
| Wappen | Name des Fürsten und Blasonierung |
|        | Louis I. (* 1530; † 1569), prince de Condé, Sohn des Herzogs Charles IV. von Bourbon und Vendôme d’azur au trois fleurs de lys d’or et à la bande de gueules chargée au franc quartier d’un besant d’argent, übernommen von seinem Sohn Henri I., prince de Condé                         |
|        | Henri II. (* 1588; † 1646), prince de Condé, Sohn Henris I. d’azur au trois fleurs de lys d’or et au baton de gueules, von den Fürsten von Condé übernommen |
|        | Herzöge von Enghien, die ältesten Söhne der Fürsten von Condé d’azur au trois fleurs de lys d’or, au baton de gueules et au lambel d’argent |
|        | François de Bourbon, prince de Conti (* 1558; † 1614), Sohn Louis’ I. de Bourbon, prince de Condé écartelé en 1 et 4 d’azur au trois fleurs de lys d’or et à la bande de gueules, en 2 et 3 d’azur aux trois fleurs de lys d’or à la bourdure de gueules chargée de huits besans d’argent |
|        | Armand de Bourbon, prince de Conti (* 1629; † 1666), Sohn Henris II. de Bourbon, prince de Condé d’azur au trois fleurs de lys d’or et au baton de gueules et à la bourdure de gueules, übernommen von den Fürsten von Conti                                                              |

## Das Haus Anjou
Siehe auch Hauptartikel: Wappen des Hauses Anjou
| Wappen | Name des Fürsten und Blasonierung |
|        | Karl von Anjou (* 1227; † 1285) vor 1277: d’azur semé de lys d’or au lambel de gueules nach 1277: Parti en 1 d’azur semé de lys d’or au lambel de gueules et en 2 d’argent à la croix potencé d’or, übernommen von: - Karl II. (* 1254; † 1309), Sohn Karls von Anjou - Robert I. der Weise (* 1278; † 1343), Sohn Karls II. - Johann I. die Schreckliche (* 1326; † 1382), Tochter Karls von Kalabrien, Enkelin Roberts I. |
|        | Karl (* 1298; † 1328), Sohn und Erbe Roberts I., Herzog von Kalabrien parti en 1 d’azur semé de fleurs de lys d’or au lambel de gueules et en 2 d’argent, à la croix potencée d’or, cantonnée de quatre croisettes du même et à la bordure d’argent |
|        | Karl I. Martel (* 1288; † 1342), Titularkönig von Ungarn, Sohn Karls II. écartelé en 1 et 4 d’azur semé de fleurs de lys d’or et en 2 et 3 fascé fascé d’argent et de gueules de huit pièces |
|        | Karl I. Robert (* 1288; † 1342), König von Ungarn, Sohn Karls Martels parti en 1 fascé d’argent et de gueules de huit pièces et en 2 d’azur semé de fleurs de lys d’or au lambel de gueules |
|        | Ludwig I. (* 1326; † 1382), König von Ungarn und Polen, Sohn Karl Roberts écartelé en 1 parti fascé d’argent et de gueules de huit pièces et d’azur semé de fleurs de lys d’or eu lambel de gueules, en 2 de gueules à l'aigle d’argent membré et couronné d’or en 3 de gueules à la croix patriarcale d’argent sur une colline de sinople et en 4 d’azur aux trois têtes de léopard d’or |
|        | Andreas von Ungarn (* 1327; † 1345), König von Neapel, Sohn Karl Roberts, Ehemann Johannas I. tiercé en pal en 1 fascé d’argent et de gueules de huit pièces, en 2 d’argent à la croix potencé d’or et en 3 d’azur semé de fleurs de lys d’or et au lambel de gueules, übernommen von: - Karl III. (* 1345; † 1386), König von Neapel und Ungarn, Sohn Ludwigs von Gravina - Ladislaus (* 1376; † 1414), König von Neapel, Sohn Karls III. - Johanna II. (* 1373; † 1435), Königin von Neapel, Tochter Karls III. |
|        | Philipp I. (* 1278; † 1331), Fürst von Tarent, Sohn Karls II. vor 1313: d’azur semé de fleurs de lys d’or au lambel de gueules et à la bande d’argent, übernommen von: - Philipp (* 1297; † 1330), Sohn Philipps I. aus seiner ersten Ehe nach 1313: parti en 1 d’azur semé de fleurs de lys d’or au lambel de gueules et à la bande d’argent en 2 de gueules à la croix d’or cantonnée de quatre besans d’or, chargé d’une croix de même, chaque besan accompagné de quatre croisettes d’or, übernommen von: - Robert von Tarent (* 1315; † 1364), Sohn aus Philipps zweiter Ehe - Philipp II. von Tarent (* 1329; † 1374), Sohn Philipps I. aus dessen zweiter Ehe |
|        | Johann (* 1294; † 1336), Herzog von Durazzo, Sohn Karls II. d’azur semé de fleurs de lys d’or au lambel de gueules à la bordure componée de gueules et d’argent, übernommen von: - Karl von Durazzo (* 1323; † 1348), ältester Sohn Johanns - Ludwig von Gravina (* 1324; † 1362), zweiter Sohn Johanns |

## Haus Frankreich-Courtenay
| Wappen | Name des Fürsten und Blasonierung |
|        | Peter I. (* 1126; † 1183), Herr von Courtenay, Sohn des Königs Ludwig VI. d’or aux trois tourteaux de gueules, übernommen von: - Peter II. (* 1155; † 1219), Sohn Peters I. - Philipp II. (* 1195; † 1226), Markgraf von Namur, Sohn Peters II. - den Oberhäuptern des Hauses Courtenay, ausgestorben 1730 |
|        | Peter (* 1155; † 1219), Herr von Courtenay, Lateinischer Kaiser von Konstantinopel de gueules à la croix d’or cantonnée de quatre besants d’or, chacun chargé d’une croix de même, et accompagné de quatre croisettes d’or, übernommen von: - Robert (* 1201; † 1228), Sohn Peters I. - Balduin II. (* 1217; † 1274), Sohn Peters I. - Philipp (* 1243; † 1283), Sohn Balduins - Katharina (um 1275; † 1307/1308), Tochter Philipps |
|        | Robert I. (* 1168; † 1239), Herr von Champignelles-en-Puisaye, Sohn Peters I. von Courtenay d’or aux trois tourteaux de gueules et au lambel à cinq pendants d’azur, übernommen von: - den Herren von Champignelles bis 1324, als sie Familienoberhaupt der Courtenbay wurden |

## Haus Frankreich-Dreux
| Wappen | Name des Fürsten und Blasonierung |
|        | Robert I. (* 1123; † 1188), Graf von Dreux, Sohn des Königs Ludwig VI. échiqueté d’or et d’azur à la bordure de gueules, übernommen von: - den Grafen von Dreux bis 1355. |
|        | Peter Mauclerc (* 1191; † 1250), Herzog von Bretagne, Sohn Roberts II. von Dreux échiqueté d’or et d’azur à la bordure de gueules et au franc-quartier semé d’hermine, übernommen von: - Johann I. (* 1217; † 1286), Herzog von Bretagne - Johann II. (* 1239; † 1305), Herzog von Bretagne - Arthur II. (* 1262; † 1312), Herzog von Bretagne - Johann III. (* 1286; † 1341), Herzog von Bretagne |
|        | Johann III. (* 1286; † 1341), Herzog von Bretagne semé d’hermine, übernommen von: - den Herzöge von Bretagne bis 1514. |
|        | Guido von Bretagne (* 1287; † 1331), Graf von Penthièvre und Vizegraf von Limoges, Sohn Arthurs II. semé d’hermines à la bordure de gueules |
|        | Johann (* 1295; † 1345), Graf von Montfort-l'Amaury, Sohn Arthurs II. semé d’hermines à la bordure de gueules, chargé de léopards d’or |

## Haus Frankreich-Vermandois
| Wappen | Name des Fürsten und Blasonierung |
|        | Rudolf I. (* 1085; † 1152), Graf von Valois und Vermandois échiquelé d’or et d’azur, übernommen von den Grafen von Vermandois und deren Nachfolgern (ausgestorben 1167) |

## Älteres Haus Burgund
| Wappen | Name des Fürsten und Blasonierung |
|        | Odo II. (* 1118; † 1162), Herzog von Burgund bandé d’or et d’azur de six pièces, à la bordure de gueules, übernommen von den Herzögen von Burgund bis 1361 |
|        | Odo von Burgund (* 1231; † 1266), Graf von Nevers, Auxerre und Tonnerre bandé d’or et d’azur en six pièces, à la bordure endenté de gueules, übernommen von seinem Neffen: - Odo IV. (* 1295; † 1350), zweiter Sohn des Herzogs Robert II. vor dem Tod seines älteren Bruders |
|        | Philipp (* 1323; † 1346), Sohn Odos IV. bandé d’or et d’azur de six pièces, à la bordure de gueules, à la fleur de lys d’or au franc quartier |
|        | Ludwig (* 1297; † 1316), Fürst von Morea, dritter Sohn Roberts II. bandé d’or et d’azur de six pièces, à la bordure de gueules, au franc quartier de gueules à la croix ancrée d’or.                                                                                          |
|        | Alexander von Burgund (* 1170; † 1205), Herr von Montagu, Sohn Hugos III. bandé d’or et d’azur de six pièces, à la bordure de gueules et au franc quartier d’hermines, übernommen von den Herren von Montagu, seinen Nachkommen                                               |
|        | Guigues VII. (* 1184; † 1237), Dauphin von Viennois, Sohn Hugos III. d’or au dauphin d’azur, crêté, barbé, loré, peautré et oreillé de gueules, übernommen von den Dauphins von Viennois, seinen Nachkommen                                                                   |

### Haus Burgund (Portugal)
| Wappen | Name des Fürsten und Blasonierung |
|        | Heinrich von Burgund, Graf von Portugal |
|        | Alfons I. (* 1094; † 1185), König von Portugal d’argent au cinq écus d’azur disposés en croix, chaque écu chargé de douze besants d’argent, übernommen von: - Sancho I. (1154; † 1211), König von Portugal - Alfons II. (* 1185; † 1223), König von Portugal |
|        | Sancho II. (* 1207; † 1248), König von Portugal d’argent au cinq écus d’azur disposés en croix, chaque écu chargé de cinq besants d’argent |
|        | Alfons III. (* 1210; † 1279), König von Portugal d’argent au cinq écus d’azur disposés en croix, chaque écu chargé de cinq besants d’argent, à la bordure de gueules chargée d’onze châteaux d’or, übernommen von den Königen von Portugal bis zu Johann I.  |
|        | Johann I., König von Portugal, übernommen von den Königen von Portugal bis zu Johann II. |
|        | Peter (* 1392; † 1449), Herzog von Coimbra, Sohn König Johanns I. von Portugal |
|        | Heinrich, der Seefahrer (* 1394; † 1460), Herzog von Viseu, Sohn König Johanns I. von Portugal |
|        | Johann von Portugal (* 1400; † 1442) Sohn König Johanns I. von Portugal |
|        | Ferdinand, der Heilige (* 1402; † 1443), Sohn König Johanns I. von Portugal |
|        | Ferdinand von Portugal (* 1433; † 1470), Herzog von Beja und Herzog von Viseu, zweiter Sohn König Eduard I. von Portugal |
|        | Johann II. (* 1455; † 1495), König von Portugal Reform von 1485 – und seine Nachfolge bis zum Ende der Monarchie |